# ラリーロビンソン (小惑星)
ラリーロビンソン（18873 Larryrobinson）は、小惑星帯に位置する小惑星の1つである。

## 概要
1999年11月13日にM. アブラハムとG. フェドンによって発見された。軌道長半径は2.41au、軌道離心率は0.21、黄道に対する軌道傾斜角は9.2°。アメリカのアマチュア天文家ラリー・ロビンソンにちなんで命名された。